# ホナタン・ボティネッリ
ホナタン・パブロ・ボティネッリ（Jonathan Pablo Bottinelli, 1984年9月14日 - ）は、アルゼンチン・ブエノスアイレス出身の元同国代表サッカー選手。現役時代のポジションはディフェンダー。
弟のダリオ・ボティネッリもプロサッカー選手である。

## 経歴
CAサン・ロレンソ・デ・アルマグロでプリメーラ・ディビシオン2007クラウスーラを制した。6月、スペインのレアル・ベティスとセビージャFCがボッティネッジに興味を持っていると報じられた。
2008年1月、ニコラス・ビアンチとともにリーズ・ユナイテッドFCのトライアルを受けた。8月12日、イタリアのUCサンプドリアに移籍した。2009年1月、古巣サン・ロレンソにレンタル移籍した。2009年8月、移籍金160万ドルでサン・ロレンソへ完全移籍した。
リーガMXのクラブ・レオンを2014-15シーズン限りで退団して以降はフリーとなっていたが、2016年1月13日に母国のアルセナルFCに加入することが発表された。
アルセナルFC退団後の2017年8月、CAウニオン・サンタフェに移籍することで合意した。
2007年4月18日、チリ戦でアルゼンチン代表デビューした。

## タイトル
サン・ロレンソ
- プリメーラ・ディビシオン : 2006-07クラウスーラ